# WAPA-TV
WAPA-TV, il cui nome completo è Canale 4 di San Juan, è una stazione televisiva indipendente portoricana, con sede a Guaynabo.
Il segnale della stazione viene ritrasmesso in tutta l'isola tramite due satellitari a piena potenza: WTIN-TV (canale digitale 14, canale virtuale 4) a Ponce e WNJX-TV (canale digitale 31, canale virtuale 4) a Mayagüez. WTIN-TV trasmette anche due sottocanali in simulcast da WKAQ-TV, inclusa la sua programmazione Telemundo, utilizzando i canali virtuali 2.11 e 2.21.

## Storia
WAPA-TV iniziò a trasmettere il 1° maggio 1954, come seconda stazione televisiva ad essere autorizzata a Porto Rico. Il suo nominativo è un'abbreviazione parziale dei proprietari originali della stazione, l'ormai defunta Asociación de Productores de Azúcar (Associazione dei produttori di zucchero). Durante i suoi primi anni, la stazione era affiliata a NBC, ABC, DuMont e CMQ Television Network.